# Kultur i Uppsala

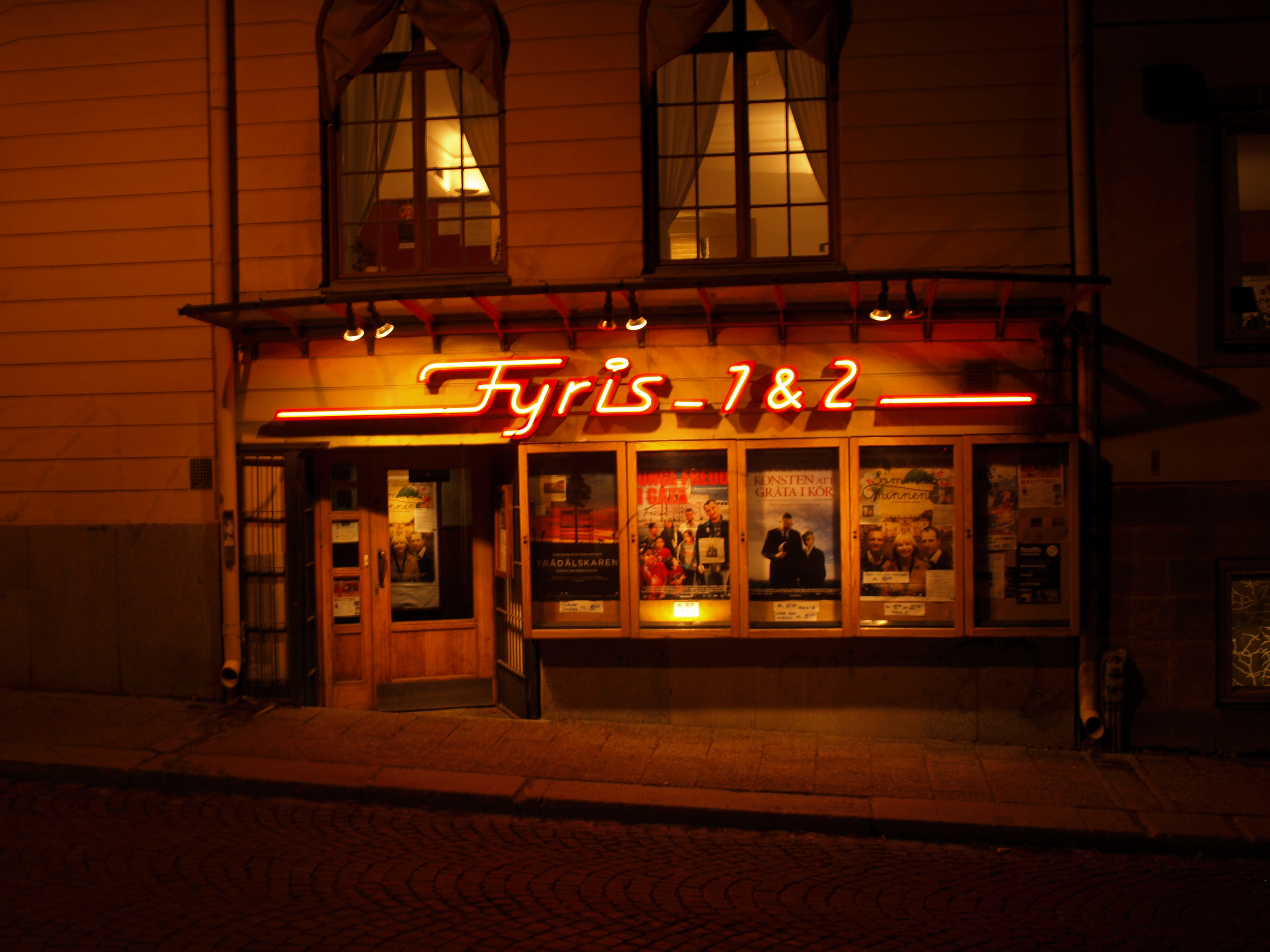
Fyrisbiografen i Uppsala

Kulturlivet i Uppsala influeras och uppehålls till stor del av Uppsala universitet och dess studenter. En av stadens främsta kulturcentra är Uppsala Konsert & Kongress som invigdes år 2007.
Uppsala kommun har en hög andel invånare med eftergymnasial utbildning, och dessutom en stor inflyttning, från såväl andra delar av Sverige som utlandet. Den genuint uppländska allmogekulturen, som till exempel musik på nyckelharpa, kan dock ibland tränga fram, särskilt om man beger sig till Gamla Uppsala eller en bit ut på landsbygden. En känd folkmusikgrupp från området är Väsen.
Uppsala har ett mycket intimt kulturellt samarbete med Tartu i Estland. Städerna har under flera hundra år haft kontakt med varandra. Under kalla kriget hade detta samarbete avtagit av politiska skäl men från omkring 1990 och framåt har samarbetet återupptagits, vilket bland annat uttrycks i huset Uppsala Maja i Tartu, och städerna står åter varandra mycket nära.
Politiskt ansvarig för kulturen i Uppsala kommun är Kulturnämnden, vars ordförande är Linda Eskilsson (MP).

## Film och bio i Uppsala

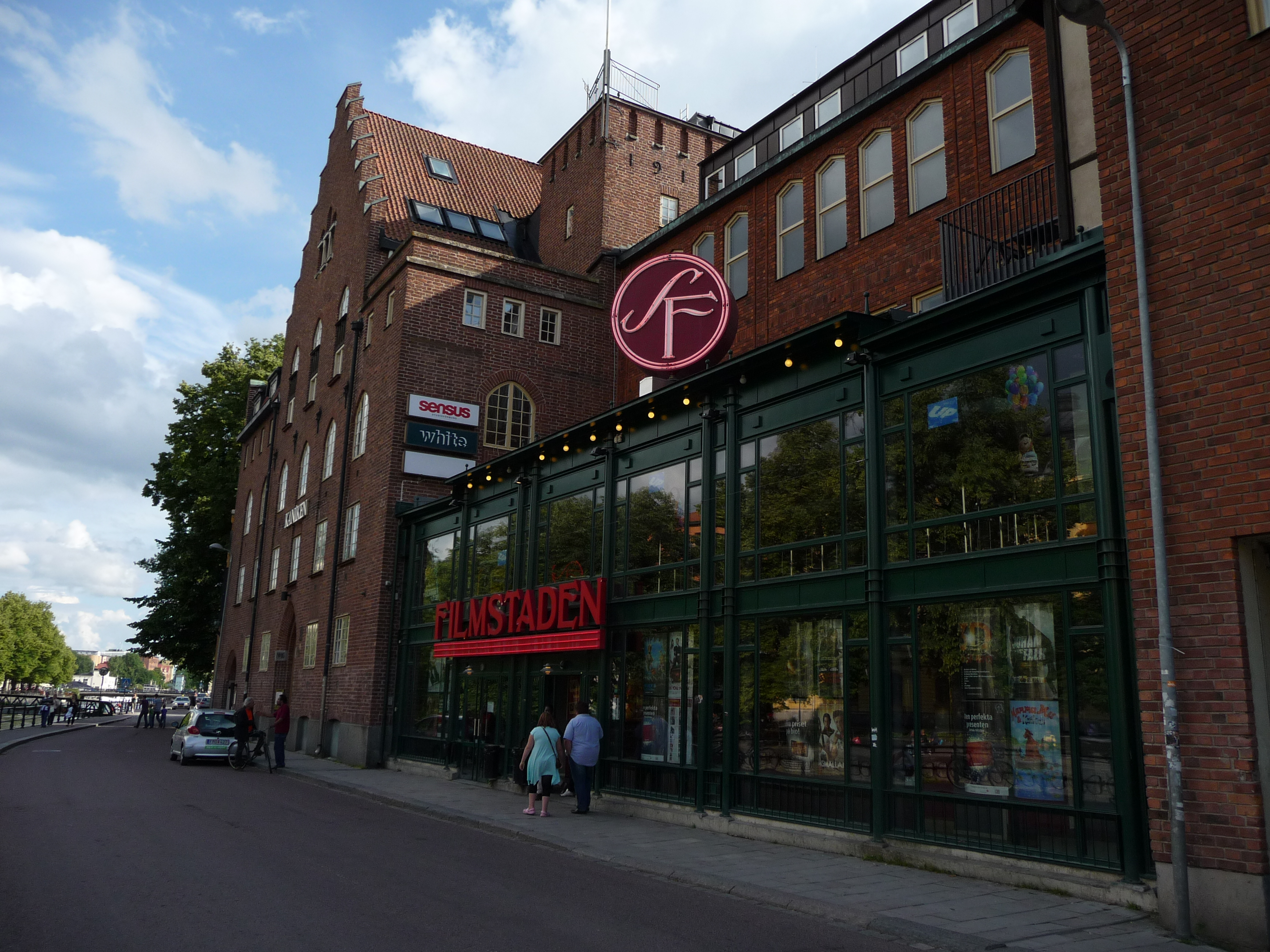
Filmstaden i Uppsala

Se även Lista över biografer i Uppsala
Den första biografen i Uppsala var London-Biografen, Godtemplarlokalen, Slottskällan. Den grundades 1907 och kvarstod tills 1910. Den äldsta idag kvarvarande biografen i Uppsala är Fyrisbiografen vilken startade sin verksamhet 1911. Den oscarsbelönade regissören Ingmar Bergman levde och verkade länge i staden, och hans film Fanny och Alexander utspelar sig i Uppsala.

## Media i Uppsala

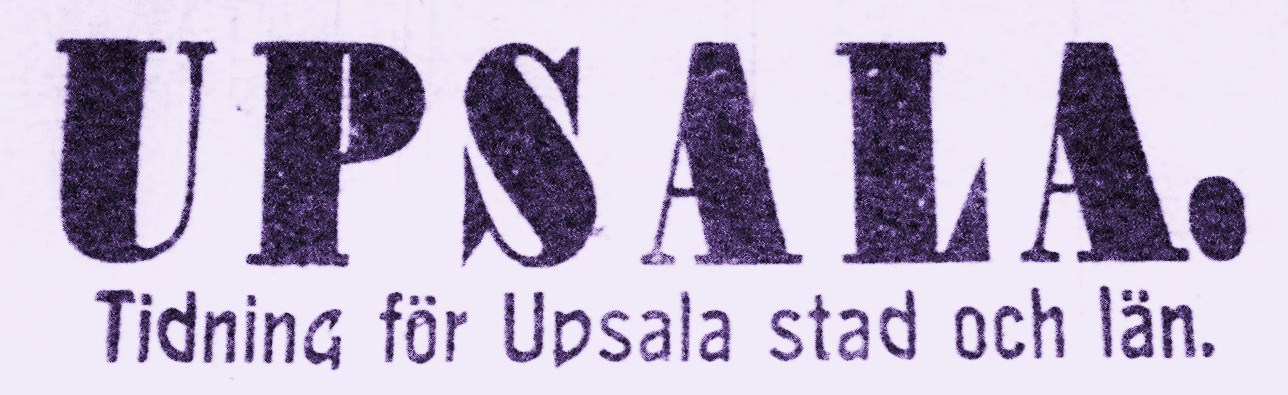
Den nu utdöda tidningen Upsalas logotyp

Lokalmedia i Uppsala har en lång historia och den dominerande lokaltidningen Upsala Nya Tidning, grundad 1890, är en av Sveriges största. Då Upsala Nya Tidning också ger ut gratistidningen 18 minuter samt sänder radiokanalen City 106,5 och lokalkanlaen 24.UNT har de utan tvekan störst inflytande över Uppsalas media. Uppsala Universitets studenter står även för en stor del av Uppsalas lokalmedia då de sänder både Studentradion 98,9 och Uppsala Student-TV. De flesta av Uppsalas studentnationer släpper också egna tidskrifter och publikationer. Uppsala har idag flera lokaltidningar, tre lokala TV-kanaler och två närradiostationer.

## Musik i Uppsala
Uppsala har en rik musikalisk tradition. Den traditionella uppländska allmogekulturen, som till exempel musik på nyckelharpa, kan dock ibland tränga fram, särskilt om man beger sig till Gamla Uppsala eller en bit ut på landsbygden. En känd folkmusikgrupp från området är Väsen och folkmusikinriktade skivbolaget Dimma har sitt säte i staden. Uppsala är en av Sveriges körtätaste städer, med flera framträdande Universitetskörer kyrkokörer. Uppsala Universitet och dess studenter har haft stor påverkan på Uppsalas kultur och musik, både genom den akademiska miljön och genom musikgrupper centrerade kring universitetet.
Flera framstående musikartister inom samtida populärmusik har Uppsala som hemstad: Popstjärnan Veronica Maggio, pionjärerna inom hiphop Organismen och Afasi & Filthy samt nya vågens hiphop med Labyrint och Dani M.

## Dans i Uppsala

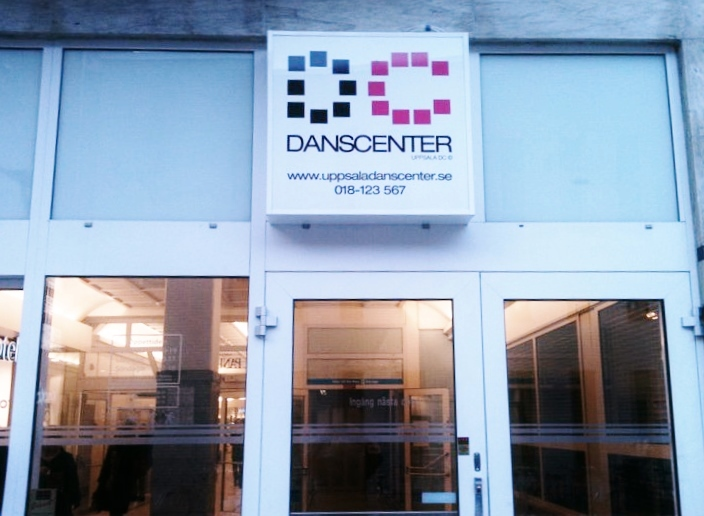
Uppsala Danscenter

Danskulturen i Uppsala är inte nödvändigtvis välkänd utåt eller präglad i staden men växer alltmer. Likt i övriga delar av landet har danstrenden vuxit i och med tv-program som So You Think You Can Dance och Let's Dance. Bland de äldre dansarna är det främst pardans såsom salsa eller orientalisk dans som dominerar. Bland ungdomar, som utgör den största delen av Uppsalas dans, så gäller danserna hiphop, ragga/dancehall, house och disco. Dansskolorna Uppsala Danscenter och Edge Dance Studios har lagt mycket grund för detta. Det är även dessa skolor som är belägna som mest centralt, vid korsningen Dragarbrunnsgatan-S:t Persgatan. Men det finns ett flertal andra dansskolor i Uppsala, exempelvis Uppsala Dansakademi, Ekeby Dansstudio och Studio-K.
I grundskolan erbjuds fördjupning eller inriktning i dans på Vaksalaskolan och estetiska Nannaskolan. På gymnasienivå fanns tidigare det estetiska programmet med inriktning på dans hos Grafiskt utbildningscenter (GUC) - flyttad från sin tidigare verksamhet i Bolandgymnasiet. Denna inriktning inom estetiska lades dock ner i samband med Bolandgymnasiets stängning hösten 2017 och GUC:s verksamhetsomvandling. Denna omvandling innebar bland annat namnbyte till Uppsala estetiska gymnasium samt flytt till centrala Uppsala.
Det finns möjlighet att välja dans som profil på idrottsutövande Celsiusskolan, med utbildning av instruktörer från Uppsala Dansakademi.

## Religion i Uppsala

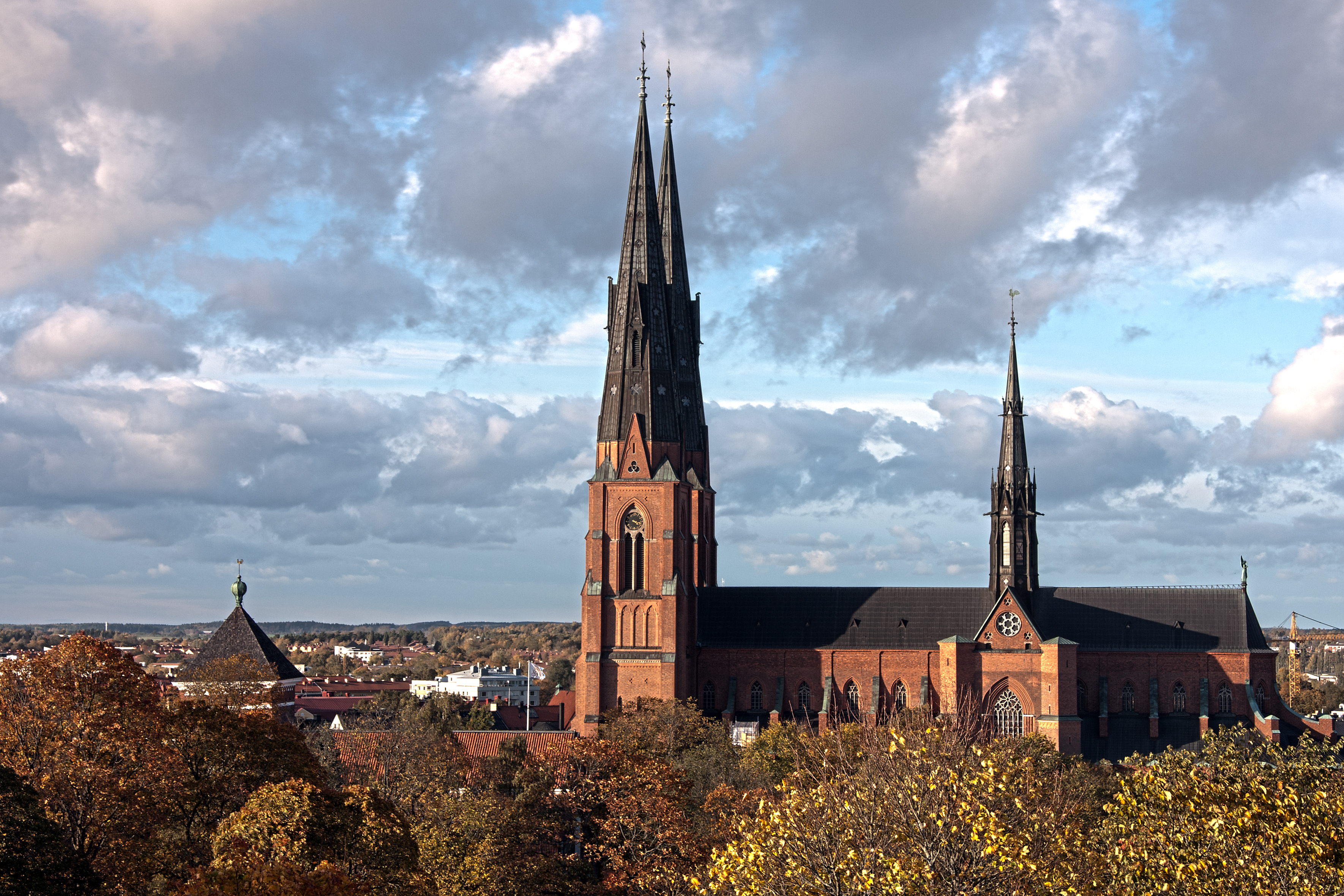
Uppsala domkyrka i oktober 2011

Religion har varit en viktig del av Uppsalas kultur och historia under lång tid. Redan under järnåldern byggdes Uppsala tempel vilket stod kvar till Sveriges kristnande under 1000-talet. Uppsala stift har varit ärkebiskopsstift sedan 
1164. Sedan Livets Ord grundades 1983 har kyrkan haft sitt säte i Uppsala. Idag finns även den Romersk-katolska kyrkan representerad i staden i form av Sankt Lars kyrka och för Uppsalas muslimer finns även Uppsala moské.

## Sport i Uppsala

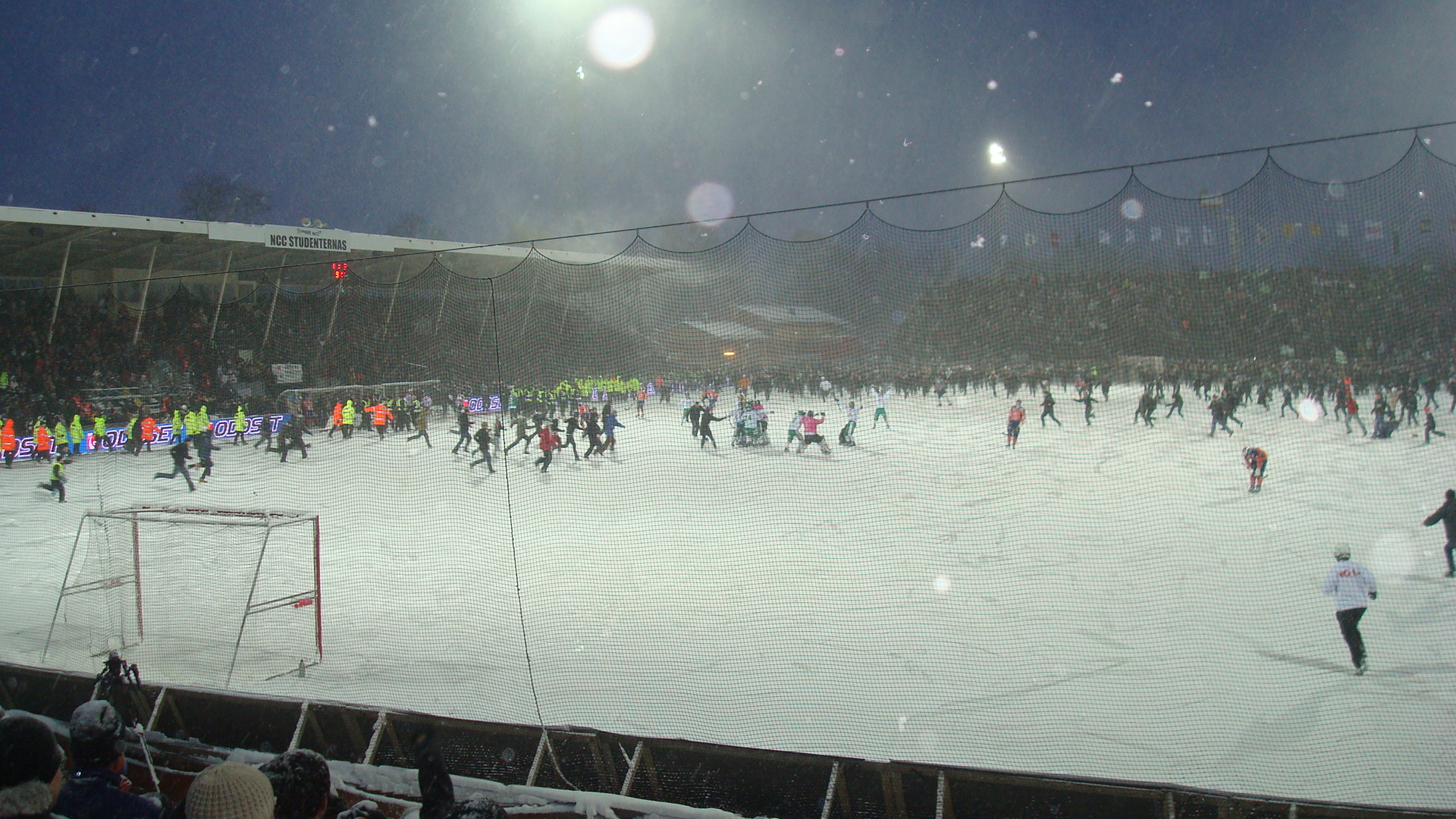
Studenternas IP 2010

Uppsala är en framstående stad inom sport och idrott, med sverigetopplag som Storvreta IBK och Uppsala Basket. Bland stadens största sportevenemang finns svenska bandyfinalen, vilken varje år lockar ca 20 000 åskådare, Skandisloppet som är världens äldsta cykellopp och Slottsstafetten. Ordförande i Uppsala kommuns Idrotts- och fritidsnämnd är Inger Söderberg (M).

## Teater i Uppsala
Uppsala har flera teatrar. Den största av dessa är Uppsala Stadsteater vars stora sal har kapacitet för 528 platser. Andra framstående teatrar i staden är Reginateatern, invigd 1925 och Den lilla teatern som framför allt riktar sig till en yngre publik och Gottsunda dans och teater. Framstående teatergrupper i Uppsala är Panikteatern vilka framför allt spelar på Den lilla teatern för barn, och Teater Blanca vars skådespelare alla har någon form av funktionsnedsättning.

## Urban kultur i Uppsala

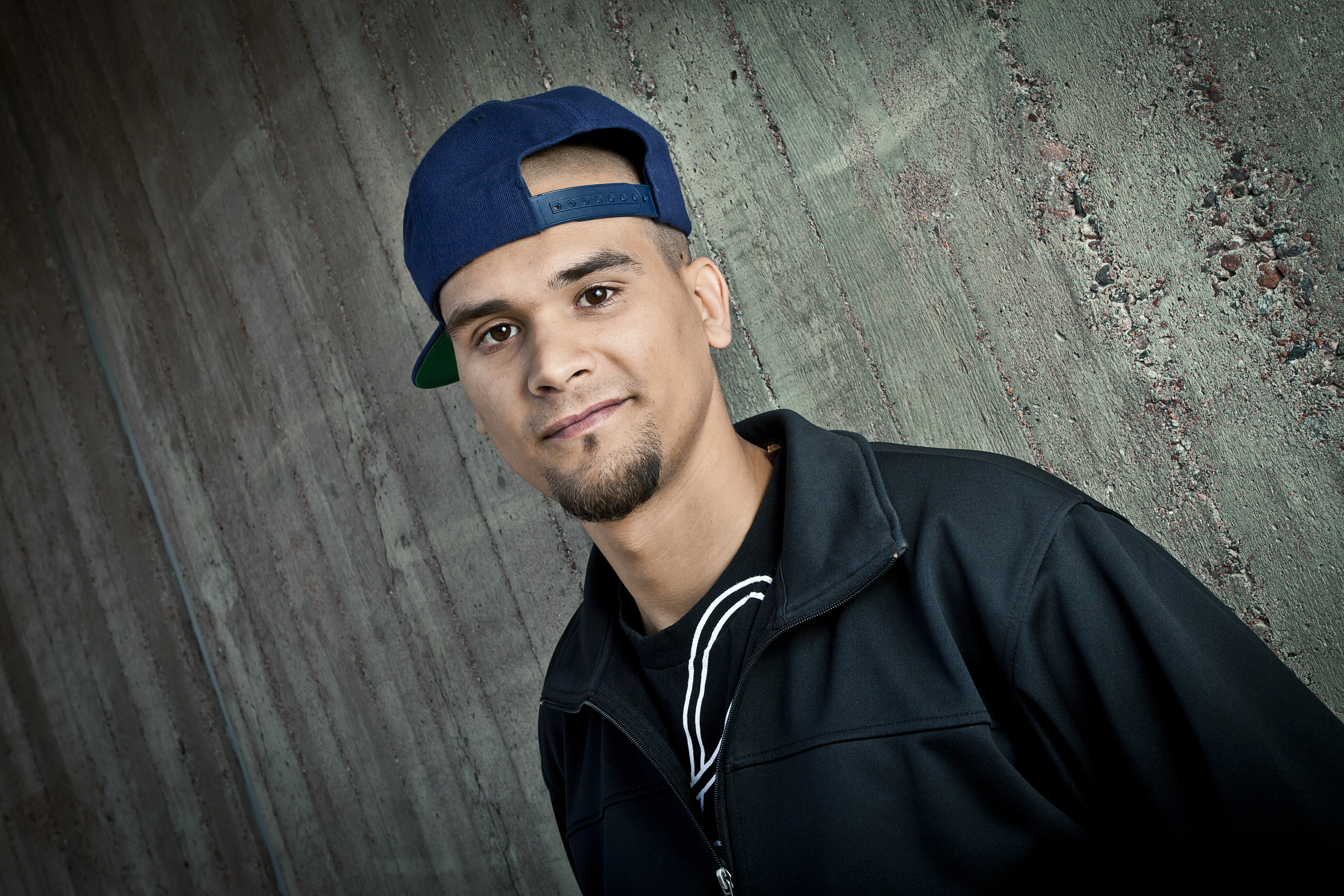
Artisten Dani M från Stenhagen har använt sig flitigt av olika urbana stilar som hiphop, reggae och afrobeats.

Det finns i Uppsala ett aktivt liv inom den urbana subkulturen (också kallad street- eller gatukultur). Många akter inom hiphop och urban musik, såväl pionjärer som nykomlingar, har anknytning till Uppsala. Såsom Organismen, DJ Large, Viktor Axberg, Afasi & Filthy, Labyrint, bröderna Dani M och Moncho (från LöstFolk), Henry Bowers, Mash Up International, Julia Spada, Ansiktet och Snoh Aalegra.
Sedan länge har reggaen haft en stark prägel i Uppsala. Vilken vuxit främst i och med årliga Uppsala Reggaefestival, skandinaviens största reggaefestival som initierades år 2001. Gottsunda Hiphop Festival, som först anordnades år 1992, har också haft sin inverkan. Den har lagt fokus på hiphopens fyra grundpelare rap, DJ:ing, breaking och graffiti. Då festivalen återupplivades år 2016 var Uppsala Loves Hiphop en bärande part. Vilken är en öppen plattform för dansare som bygger på att mötas och utbyta kunskap - "each one teach one" är en nyckelfras. Förutom delaktighet i festivalen i Gottsunda anordnar Uppsala Loves Hiphop också öppna dansträningar (s.k. "jams"), föreställningar, tävlingar (s.k. "battles") m.m. "Det går från att vara träning till att bli en dansfest. Det är barn, äldre, familjer och ensamkommande som är med och dansar. Det är jätte härligt att vi kan mötas så." säger Mateja Kovacevic från Uppsala Loves Hiphop till SVT. Därtill har också musiktidskriften Scandinaviansoul.com sitt säte i Uppsala. Dess grundare Andy Collins har bl.a. arrangerat den återkommande utmärkelsegalan Scandinavian Soul Music Awards på Katalin And All That Jazz.

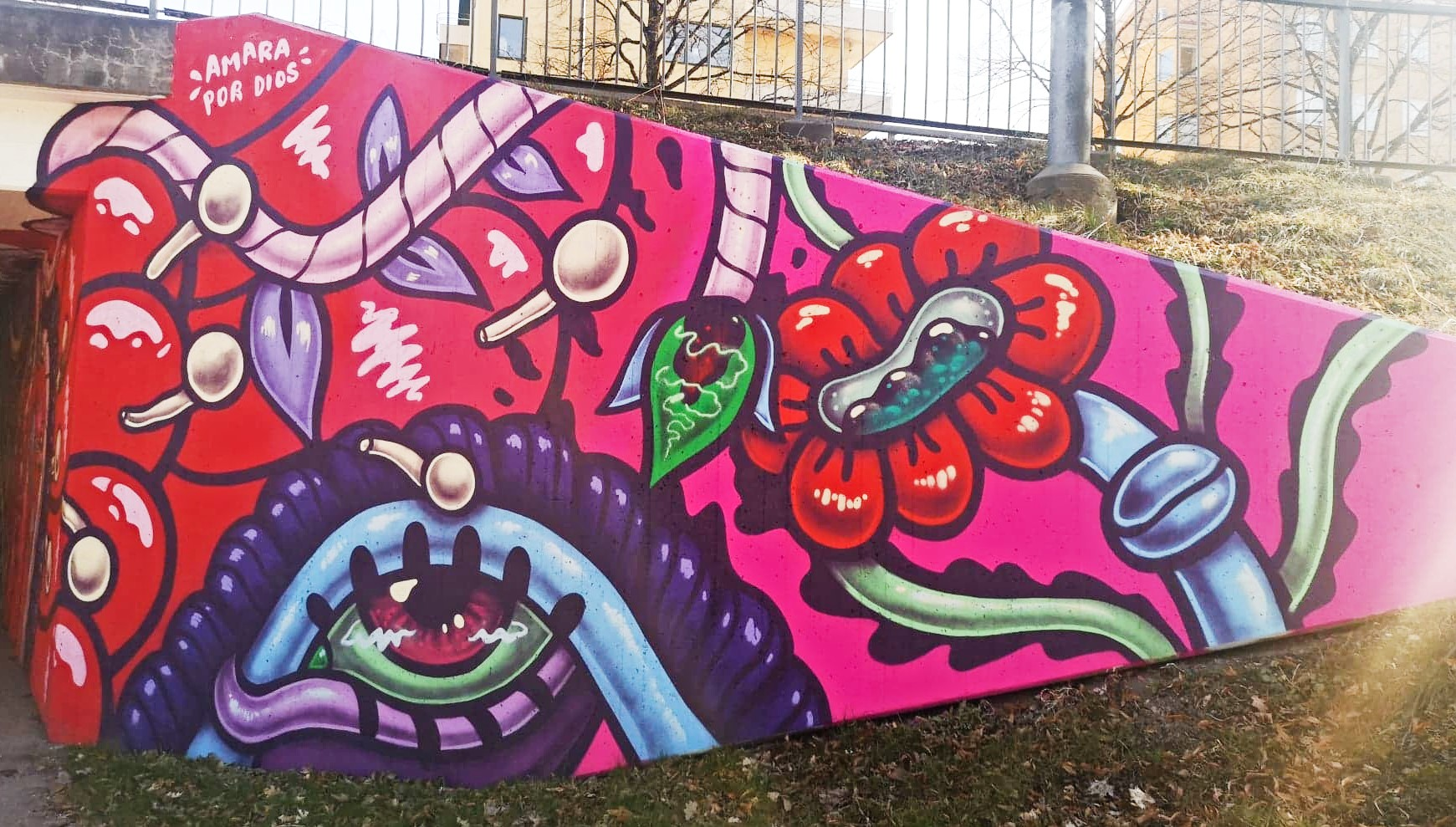
Gatukonstverket "Andra sidan" av Amara Por Dios i Luthagen.

Amara Por Dios är en graffiti- och gatukonstnär som varit bosatt i Uppsala. Hon har hållit kurser och workshops i graffiti och gatukonst för ungdomar runtom i landet. Inklusive i Uppsala, i hopp om att fler graffitiväggar ska upprättas i staden. År 2019 fick hon i samarbete med kommunen permanent måla några av stadens cykeltunnlar för att omvandla dem från otrygga till mer färggranna.. Samma år fick Vänsterpartiet i Uppsala igenom sitt förslag om att ta fram graffitiväggar i staden. I förslaget ingår att kulturförvaltningen undersöker förutsättningarna för att Uppsala kommun ska uppföra och driva öppna väggar för graffiti, gatukonst och andra konstnärliga uttryck. Angående detta sa kommunpolitikern och vice ordförande i kulturnämnden Sarah Havneraas (KD) att "... lagliga väggar för graffiti i vårt gemensamma offentliga rum är en dålig idé. De fungerar nämligen som en rekryteringsplats för nya klottrare." Varpå kommunpolitikern och ordinarie ledamot i kulturnämnden Ylva Larsdotter (V) svarade att en öppen konstvägg bidrar till "Mångfald, kreativitet och inspiration. Ett sätt för alla att få synas och ta plats i det offentliga rummet. Ett rikare konstliv och ett utrymme för en etablerad och populär konstform att utvecklas."
Även i nöjes- och nattklubblivet Uppsala syns framväxten av urban musik såsom RnB, afrobeats och dancehall. Vilket kan förklaras delvis med att den urbana klubbscenen i Stockholms innerstad har påverkats av flertalet nedläggningar av nattklubbar till förmån för bostadsplaner. Klubbarrangörer och eventskapare i Stockholm har därför tvingats hitta nya vägar och ny publik för att utöka sin verksamhet, skriver nöjessajten Africanent hösten 2019. Samtidigt upplever redan etablerade klubbarrangörer i Uppsala också ett motstånd emot den urbana musikscenen. Särskilt i studentnationerna förekommer förutfattade meningar om urbana musiken. "Jag förstår inte hur den här fördomen fortfarande kan finnas när den musik som lyssnas på mest i Sverige är just urban musik" säger Amina Carlsson från klubbkonceptet Issa Vibe.

## Kulturevenemang i Uppsala
Se även Kategori:Evenemang i Uppsala
Det här är ett urval av kulturevenemang i Uppsala.
- Allt ljus på Uppsala - Årligt konstprojekt i Uppsala.
- Birdie - Ett LAN-party vilket äger rum årligen under Kristi himmelsfärd.
- Gottsunda Hiphop Festival - Event med fokus på hiphopkultur
- Isfestivalen
- Kulturnatten - Kulturevenemang med hundratals program och arrangörer.
- Uppcon - Sveriges största anime- och mangaevenemang, nedlagt sedan 2012.
- Uppsala fotofestival
- Uppsala internationella gitarrfestival - Årlig musikfestival med fokus på gitarrmusik.
- Uppsala Internationella Kortfilmfestival - Sveriges främsta arena för internationell kortfilm.
- Uppsala Reggaefestival - Årlig musikfestival med lokala såväl som internationella reggaeakter